# Missió de les Nacions Unides a la República Centreafricana i al Txad
La Missió de les Nacions Unides a la República Centreafricana i al Txad (MINURCAT) va ser una missió de pau de les Nacions Unides establerta mitjançant la Resolució 1778 el 25 de setembre de 2007 per proporcionar una presència de 350 policies i personal militar a l'est del Txad i nord-est de la República Centreafricana

La missió va respondre a la terrible situació d'aproximadament 230.000 refugiats del Darfur que continuaven fugint al Txad oriental i al nord-est de la República Centreafricana (CAR). Grups rebels armats sudanesos havien dut a terme continus atacs a la frontera sudanesa i havien posat en perill els residents locals i els refugiats del Darfur.
A continuació la Resolució 1769 el juliol de 2007 va enviar la UNAMID a la regió i la resolució Resolució 1706 l'agost de 2006 hi va establir la UNMIS, el secretari general va redactar un informe sobre la forma de la missió que creia haver d'enviar-s'hi, a més de rebre la garantia de la Unió Europea de la seva contribució de tropes.
Encara que estava previst que l'EUFOR Tchad/RCA es desplegués el novembre de 2007, es va retardar fins al febrer per la manca d'equips. Va arribar a la seva capacitat operativa inicial el 15 de març de 2008 i va ser substituïda per les forces de l'ONU sota el mateix mandat de MINURCAT el 15 de març de 2009. L'última resolució que afectava el mandat de MINURCAT va ampliar l'estacionament de la missió fins al 15 de maig de 2010 i va permetre continuar les converses amb el govern del Txad, que va demanar que no es renovés el mandat. Es va fer una altra extensió fins a final de 2010.

## Força operativa
La resolució 1778 va establir inicialment un enfocament de força d'un màxim de 300 agents de policia i 50 oficials d'enllaç, que es va ajustar per la Resolució 1861 a 300 agents de policia, 25 oficials d'enllaç i 5.200 soldats.
El nombre de personal (a partir de juny de 2010) va ser el següent: 3.473 soldats, 24 observadors militars, 189 policies, 419 funcionaris civils internacionals (a maig de 2010), 597 funcionaris locals (a partir de maig de 2010) i 158 voluntaris de les Nacions Unides. Per nacionalitats eren:
- Albània : 63 homes ;
- França : la meitat del contingent de l'EUFOR Tchad/RCA ;
- Irlanda : 411 homes ;
- Polònia : 350 homes ;
- Suècia : 200 homes ;
- Àustria : 160 homes ;
- Romania : 120 homes ;
- Bèlgica : 100 homes ;
- Espanya : 80 homes ;
- Finlàndia : 40 homes ;
- Països Baixos : 60 homes.

## Lideratge
El MINURCAT està liderat per un Representant Especial del Secretari General, que fou el portuguès Victor Da Silva Angelo (gener de 2008 - març de 2010) i el tunisià Youssef Mahmoud (juny a desembre de 2010). El comandant militar fou el general de Divisió Elhadji Mouhamedou Kandji del Senegal, i cap de la policia ha estat l'argentí Geraldo Chaumont fins a desembre de 2009 i el guineà Mamadou Mountaga Diallo des d'aleshores fins a desembre de 2010.